# Diego Ormaechea
Diego Ormaechea (ur. 19 września 1959 w Montevideo) – urugwajski rugbysta podczas kariery grający na pozycji wiązacza młyna w zespole Carrasco Polo Club oraz w reprezentacji narodowej, następnie trener klubowy i reprezentacyjny. Uczestnik dwóch Pucharów Świata: w 1999 jako zawodnik oraz w 2003 jako trener, wielokrotny mistrz kraju.

## Życiorys
Od 1978 roku był związany z Carrasco Polo Club jako zawodnik, a następnie trener, z której to posady zrezygnował z końcem 2008 roku. W trakcie kariery w tym klubie zdobył dwadzieścia tytułów mistrza kraju, w tym siedemnaście z rzędu.
W kadrze narodowej zadebiutował w 1979 roku, a trzy lata później został wytypowany do południowoamerykańskiej drużyny Sudamérica XV udającej się na tournée do RPA.
Walnie przyczynił się do pierwszego w historii awansu Urugwajczyków na Puchar Świata w Rugby 1999 w eliminacjach zdobywając osiem przyłożeń. Zdobył również pierwsze przyłożenie dla Los Teros w pierwszym, a zarazem jedynym wygranym spotkaniu w tym turnieju z Hiszpanią. Zagrał we wszystkich trzech spotkaniach Pucharu Świata, a mecz z Springboks był jego ostatnim występem w drużynie narodowej. Został jednocześnie najstarszym w historii zawodnikiem, który wziął udział w turnieju finałowym Pucharu Świata – miał wówczas 40 lat i 26 dni.
Łącznie dla Los Teros rozegrał 73 spotkania, w których zdobył 79 punktów.
W latach 2001–2003 pełnił funkcję selekcjonera seniorskiej reprezentacji Urugwaju. W 2003 roku prowadzona przez niego drużyna wzięła udział w Pucharze Świata, gdzie zwycięsko zakończyła jeden z czterech meczów – z Gruzją. W 2010 roku ponownie zaproponowano mu stanowisko w kadrze narodowej, którego jednak nie przyjął.
W 2007 roku został nominowany do IRB Hall of Fame.

## Varia
- Z zawodu weterynarz, zajmujący się końmi wyścigowymi[19].
- Jego dwaj starsi synowie, Juan Diego[24] i Agustín[25], są również reprezentantami kraju w rugby union, debiut zaliczając w listopadzie 2011 roku[26][27], najmłodszy zaś, Iñaki, występuje w drużynach juniorskich Carrasco Polo Club[28].